# Історія ФІФА
ФІФА (фр. FIFA,'Fédération Internationale de Football Association — Міжнародна федерація футболу) — федерація національних та континентальних футбольних асоціацій, міжнародний керівний орган футболу і найбільша спортивна організація світу, заснована 21 травня 1904 року.

## Основні віхи розвитку

### Створення

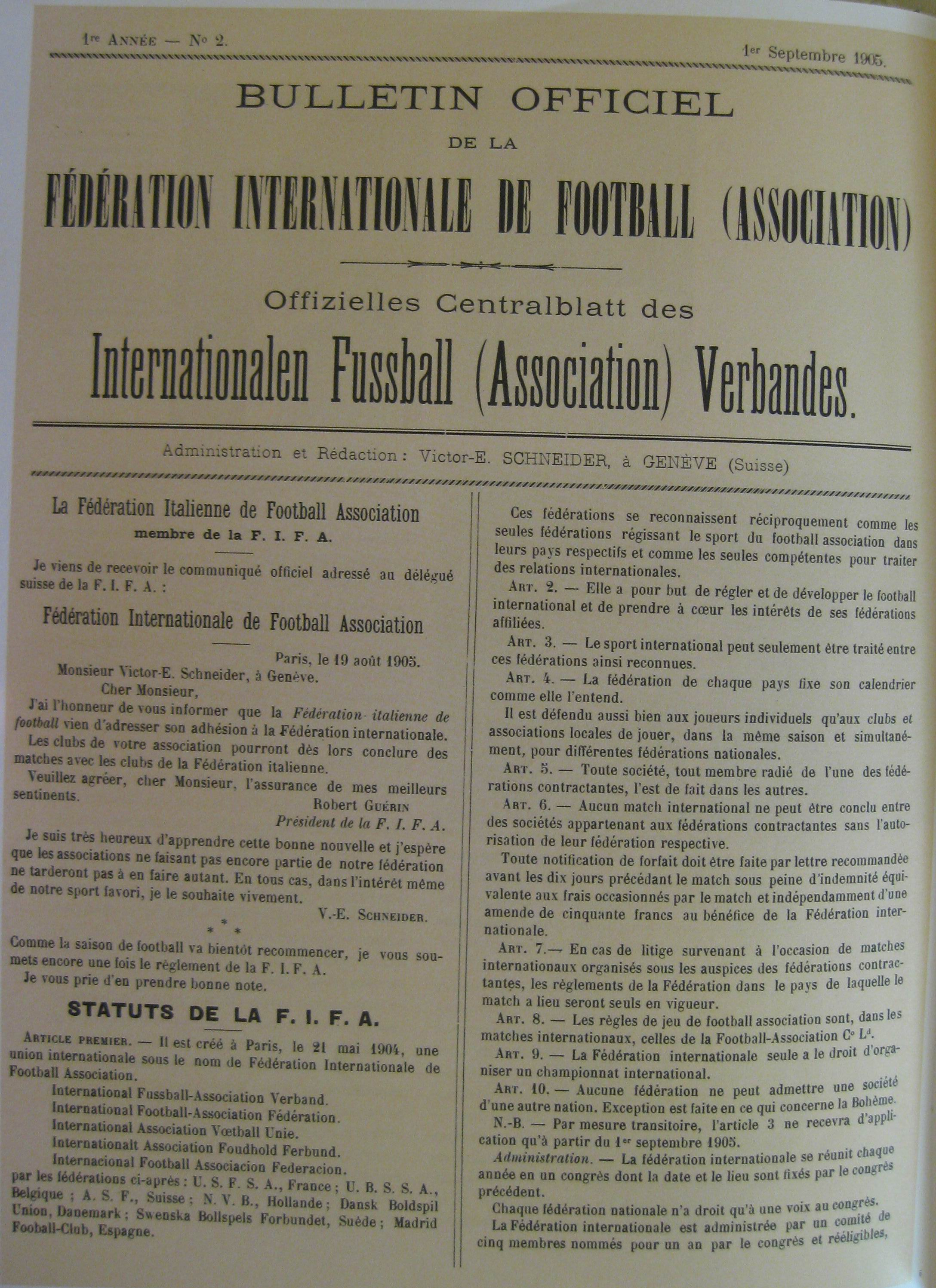
Статут ФІФА (1 вересня 1905)

На початку XX століття керівники національних футбольних асоціацій стали усвідомлювати необхідність утворення міжнародного органу, в рамках якого могли б співпрацювати. Почасти це було реакцією на величезний інтерес, який викликали міжнародні матчі, а почасти таке бажання диктувалося надією, що подібна організація зможе досягти уніфікації правил гри. 21-23 травня 1904 року в Парижі була призначена зустріч футбольних діячів, на якій планувалося затвердити нову міжнародну футбольну організацію. На зустрічі були присутні представники Голландії, Швейцарія, Данії, Бельгії, Франції, Швеції і Іспанії. За підсумками триденних засідань був схвалений статут нової організації. Після підписання підсумкової угоди футбольні асоціації цих країн стали першими членами ФІФА. Офіційною датою народження ФІФА вважається 21 травня 1904 року. Трохи пізніше цього ж року до ФІФА приєдналася Німеччина, а ще через рік Австрія, Англія та Італія. Першим президентом ФІФА став француз Робер Герен.

### Перший етап (1905—1930)
Історія ФІФА поділяється на чотири періоди. Перший тривав приблизно чверть століття — це був час становлення федерації. В той час ФІФА складалася з кількох осіб, які добровільно взяли на себе керівні функції і прагнули утвердити своє право регулювати міжнародні футбольні відносини. Федерацію роздирали внутрішні конфлікти, найважчим з яких було протистояння з британською Футбольною асоціацією, яка вважала футбол суто прерогативою британців. В той час у ФІФА не було штаб-квартири, постійних співробітників, під егідою організації не проводилося жодних змагань.
Перші змагання під егідою ФІФА були проведені в 1906 році, хоча особливих успіхів в організації змагань ФІФА не досягла. Цей факт, в комбінації з низкою економічних чинників привів до відставки Герена з поста президента і його заміни Деніелом Вулфоллом з Англії, яка на той час уже стала членом асоціації. Наступні змагання під егідою ФІФА — футбольний турнір на Олімпійських Іграх 1908 року в Лондоні були набагато успішнішими, хоча і виникли певні проблеми пов'язані з участю професійних футболістів в Олімпійських Іграх.
Членство ФІФА розширилося за межі Європи з прийняттям Південно-Африканського Союзу в 1909, Аргентини і Чилі в 1912 і Сполучених Штатів в 1913 році.
Під час Першої світової війни ФІФА пережила серйозні випробовування, бо багато гравців вирушили на фронт, а можливість міжнародних переїздів для проведення турнірів була сильно обмеженою. Після війни, зі смертю Вулфолла, президентський пост обійняв голландець Карл Хіршманн. ФІФА була врятована від повного розвалу, але ціною цього був вихід з організації усіх чотирьох британських асоціацій, котрі не бажали брати участь у міжнародних змаганнях з їхніми недавніми ворогами.
Жуль Ріме став третім президентом ФІФА в 1921 році. Під його головуванням ФІФА провела два успішні олімпійські турніри, щоправда їхнім недоліком була відсутність збірних Англії і Шотландії. Успіх цих змагань і зростаюча популярність футболу дозволили ФІФА вперше серйозно замислитись про проведення свого власного регулярного Чемпіонату світу.

### Другий етап (1930-ті)
Початок другого етапу в історії ФІФА — періоду консолідації — був ознаменований низкою подій: створення штаб-квартири у Цюриху, проведенням першого чемпіонату світу 1930 року, введення постійної посади генерального секретаря. Мета ФІФА на даному етапі полягала в зібранні воєдино всіх футбольних асоціацій світу і перетворенням Кубка світу на подію світового масштабу. Безперечно, вихід з Федерації Великої Британії і відмова Радянського Союзу вступати в неї дещо обмежив вплив ФІФА, але при цьому організація була визнана керівниками світового футболу і в Південній Америці і на європейському континенті.
Перший чемпіонат світу було проведено 1930 року в Уругваї, де збірна господарів стала володарем трофею, здолавши в фіналі своїх сусідів — збірну Аргентини з рахунком 4:2. Попри небажання участі європейських збірних через необхідність довгої подорожі й економічну кризу, що тривала на той час, турнір було визнано успішним і заплановано провести наступний турнір 1934 року в Італії. За винятком перерви, пов'язаної з Другою світовою війною, чемпіонати світу починаючи з 1930 і дотепер проводяться через кожні чотири роки.

### Третій етап (1945—1979)
Після Другої світової війни ФІФА вступила в нову стадію свого розвитку. Це був період бурхливого зростання. Повернення британців і довгоочікуване приєднання Союзу Радянських Соціалістичних Республік зміцнили позиції організації на міжнародній арені. Руйнування колоніальної системи на Африканському континенті поповнило ряди організації новими членами. Створення футбольних конфедерацій на всіх континентах і складні взаємини між цими утвореннями, досить сильно ускладнили для ФІФА процес управління. В цей час була запущено програма підготовки суддів, покликана виробити єдину трактування правил гри на всіх континентах. Поширенню футболу на планеті великою мірою сприяли і телевізійні трансляції.

### Четвертий етап (1980-ті—2000-ні)
В четвертий етап свого розвитку організація вступила у 1979 році, після повернення у свої ряди Китайської Народної Республіки, відтепер ФІФА перетворилося в глобальне футбольне співтовариство, що налічує у своєму складі більше членів, ніж ООН. Доходи організації істотно зросли завдяки лібералізації телевізійного футбольного ринку, активної маркетингової політики та збуту різноманітної футбольної продукції та атрибутики. Кількість футбольних турнірів під егідою ФІФА поступово почало зростати. ФІФА започаткувало Кубок Конфедерацій, змагання для чемпіонів кожної конфедерації (плюс збірної господарів і чемпіонів світу), яке проводиться через кожні чотири роки. Уперше цей турнір було організовано і проведено в Саудівській Аравії під назвою Кубок короля Фахда, тепер він служить прелюдією до Чемпіонату світу, з господарями Чемпіонату світу в ролі організаторів цього турніру — для кінцевого тестування спортивних споруд та інфраструктури змагань.
З розвитком жіночої гри ФІФА започаткувало Жіночий чемпіонат світу 1991 року й Жіночий чемпіонат світу до 20-ти років 2002 року (розпочатий, як змагання до 19 років, і тепер — до 20 років з 2006). Жіночий чемпіонат світу до 17-ти років розпочав своє існування з 2008 року.
Єдине велике клубне змагання під егідою ФІФА — Чемпіонат світу для клубів, його було заплановано, як натуральне розширення Міжконтинентального Кубку (змагання між клубними чемпіонами Європи і Південної Америки, яке в різні роки носило різні назви) з додаванням команд із усіх конфедерацій. Дебютне змагання 2000 року зустріли доволі холодно, і він не викликав великого інтересу до себе, тому наступний розіграш, що мав відбутися 2001 року, було скасовано. Три роки по тому турнір з коротшим переробленим форматом повернули для розіграшу 2005 року в Японії.
ФІФА також здійснює контроль над Чемпіонатами світу у модифікованих формах гри, зокрема пляжного футболу (Чемпіонат світу з пляжного футболу) і футзалу (Чемпіонат світу з футзалу).

### Корупційні скандали (2010-ті)
Починаючи з другої половини 2010-х років все частіше почали з'являтись інформації про корупцію у верхівці ФІФА. Німецький часопис «Der Spiegel» провів власне розслідування випадку надання прав проведення Чемпіонату світу 2006 Німеччині, згідно якому право проведення чемпіонату світу з футболу було куплено тодішнім керівництвом Німецького футбольного союзу. За інформацією видання, Заявочний комітет DFB створив таємну «чорну касу», з якої чотири члени Виконкому ФІФА від Азії (учасники голосування у ФІФА в липні 2000) були підкуплені за 10,3 мільйона швейцарських франків. Скандал вийшов за рамки журнальної публікації. Прокуратура Німеччини розпочала кримінальне провадження і здійснила обшуки в штаб-квартирі DFB. Президент футбольного союзу ФРН Вольфганг Нірсбах спочатку спробував заперечувати свою участь у кримінальній афері, але потім був змушений піти у відставку.
Згодом з'явилися дані про підкупи під час вибору господарів чемпіонатів світу 2018 та 2022 років. Як з'ясувало розслідування британського часопису The Sunday Times, рішення надати право на проведення Чемпіонату Світу 2022 Катару було куповане за хабарі членам Виконкому ФІФА у розмірі понад 5 млн доларів, які сплатив голова Азійської конфедерації футболу Мохамед бін Хамам. В Катарі немає ніякої футбольної інфраструктури. До того ж температура повітря там влітку перевищує 50 °C
Напередодні відкриття Конгресу ФІФА від 29 травня 2015 року та запланованих на ньому чергових виборів президента ФІФА, вранці 27 травня в Цюриху Прокуратура Швейцарії по запиту Міністерства юстиції США заарештувала 7 вищих посадовців ФІФА. Ще два чиновники ФІФА і 5 пов'язаних з ними бізнесменів були заарештовані в Америці — всього 14 функціонерів ФІФА, яким були висунуті офіційні звинувачення у корупції, рекеті, шахрайстві і відмиванні грошей. Про початок офіційного розслідування діяльності керівництва ФІФА майже одночасно розпочали органи юстиції Швейцарії, США, Бразилії, Австралії та Інтерпол.
7 жовтня 2015 року Комісія з етики ФІФА, під тягарем викритих під час слідства обставин, відсторонила президента ФІФА Йозефа Блаттера та його можливого наступника, члена Виконкому ФІФА та президента УЄФА Мішеля Платіні, від їх обов'язків керівників ФІФА строком на 90 днів. Також від обов'язків було усунуто генерального секретаря ФІФА Жерома Вальке. Відсторонення означає, що Блаттеру заборонена будь-яка діяльність у міжнародному футболі, включно появу на стадіоні під час міжнародних матчів. По завершенню 90 днів термін блокування може бути подовжений ще на 45 днів. З цього витікає, що Блаттер та його колеги не змогли взяти участь у наступних виборах керівних органів та президента на позачерговому Конгресі ФІФА у лютому 2016 року.

## Список президентів ФІФА
Нижче поданий список президентів ФІФА починаючи з моменту заснування організації у 1904 році:
|    | Ім'я               | Країна    | Термін     |
| -- | ------------------ | --------- | ---------- |
| 1. | Робер Герен        | Франція   | 1904-1906  |
| 2. | Деніел Вулфолл     | Англія    | 1906-1918  |
| 3. | Жуль Ріме          | Франція   | 1921-1954* |
| 4. | Рудольф Селдрейєрс | Бельгія   | 1954-1955  |
| 5. | Артур Дрюрі        | Англія    | 1955-1961  |
| 6. | Стенлі Роуз        | Англія    | 1961-1974* |
| 7. | Жоао Авеланж       | Бразилія  | 1974-1998* |
| 8. | Зепп Блаттер       | Швейцарія | 1998-2015  |
| –  | Ісса Хаяту (в.о.)  | Камерун   | 2015–нині  |

Примітка: * після відставки було присуджено звання Почесного президента ФІФА.

## Список Генеральних секретарів ФІФА
Нижче поданий список Генеральних секретарів ФІФА починаючи з моменту заснування організації у 1904 році:
| Генеральний секретар  | Громадянство | Час       |
| --------------------- | ------------ | --------- |
| Луї Мулінгаус         | Бельгія      | 1904–1906 |
| Карл Гіршман          | Нідерланди   | 1906–1931 |
| Dr. Іво Шрікер        | Німеччина    | 1932–1951 |
| Курт Гассман          | Швейцарія    | 1951–1960 |
| Dr. Гельмут Казер     | Швейцарія    | 1961–1981 |
| Зепп Блаттер          | Швейцарія    | 1981–1998 |
| Мішель Зен-Руффінен   | Швейцарія    | 1998–2002 |
| Урс Лінсі             | Швейцарія    | 2002–2007 |
| Жером Вальке          | Франція      | 2007–2015 |
| Маркус Каттнер (в.о.) | Швейцарія    | 2015–нині |